# Ваяна (фільм, 2026)
«Вая́на» (англ. Moana) — майбутній американський фентезійний пригодницький фільм режисера Томаса Каїла та сценаристів Джаредом Бушом і Даною Леду Міллер з Кетрін Лаґаяю та Двейном Джонсоном у головних ролях. Кінострічка заснована на однойменному анімаційному фільмі 2016 року компанії Disney та є третім твором у франшизі «Ваяна». Прем'єра запланована на 10 липня 2026 року.

## Акторський склад
- Кетрін Лаґая — Ваяна
- Двейн Джонсон — Мауї
- Джон Туї — вождь Туї
- Френкі Адамс — Сіна
- Рена Овен — бабуся Тала

## Виробництво

### Створення
3 квітня 2023 року на офіційному YouTube-каналі Двейна Джонсона було оголошено, що ремейк «Ваяни» (2016) знаходиться в розробці на студії Walt Disney Pictures, де Джонсон продюсує разом з Гірамом і Дені Ґарсія для Seven Bucks Productions та Бо Флінном для Flynn Picture Co, а виконавиця головної ролі в анімаційному фільмі Ауліі Кравальйо виступає виконавчою продюсеркою. Джонсон зазначив: «Ця історія — це моя культура, і ця історія є символом грації та воїнської сили нашого народу. Я з гордістю ношу цю культуру на своїй шкірі та у своїй душі, і ця унікальна можливість возз'єднатися з Мауї, натхненна маною і духом мого покійного діда, Верховного вождя Пітера Маївіва, є дуже важливою для мене... Для нас немає кращого способу вшанувати історію нашого народу, нашу пристрасть і нашу мету, ніж через музику і танець, які лежать в основі того, ким ми є як полінезійський народ». Шон Бейлі, на той час президент з виробництва Disney Live Action, визнав, що, хоча з моменту виходу мультфільму минуло лише сім років, святкування 100-річчя компанії Disney сприяло рішенню зробити ремейк фільму так швидко.
31 травня 2023 року режисером було оголошено Томаса Каїла. Очікувалося, що кастинг розпочнеться пізніше цього року, але його було призупинено до 8 листопада 2023 року через страйк профспілки SAG-AFTRA 2023 року. У лютому 2024 року Джонсон заявив, що на головну роль було обрано акторку, але поки що її ім'я триматиметься в таємниці. У червні до акторського складу приєдналися Кетрін Лаґая, Джон Туї, Френкі Адамс і Рена Овен, а сценарій написали Джаред Буш і Дана Леду Міллер.

### Знімання
Основні знімання розпочалися на Гаваях та в Атланті 2 серпня 2024 року під робочою назвою «Canon». Раніше було заплановано їх розпочати в червні 2024 року під робочою назвою «Motorheads». Початок фільмувань був запланований на жовтень 2023 року, але перенесений на 2024 рік через страйк профспілки SAG-AFTRA. Оператором-постановником виступить Оскар Фаура.

## Вихід
Вихід фільму «Ваяна» заплановано на 10 липня 2026 року, що збігається з 10-ю річницею виходу оригінального фільму. Спочатку реліз був запланований на 27 червня 2025 року, але після анонсу мультфільму «Ваяна 2» його було перенесено на нинішню дату через восьмимісячний розрив між двома фільмами.